# Konstanze Fischer
Konstanze Fischer (* 1989) in Nürnberg ist eine deutsche Schauspielerin. Neben diversen Engagements am Theater spielte sie 2016 eine Rolle im Kinofilm Das Tagebuch der Anne Frank.

## Leben
Fischer absolvierte ihr Schauspielstudium von 2011 bis 2015 an der Bayerischen Theaterakademie August Everding. Im Akademietheater spielte sie 2012 ihre erste Rolle. 2013 war sie im Metropoltheater tätig. Außerdem spielte sie in der Produktion Zement des Residenztheaters mit, die im folgenden Jahr bei 3sat ausgestrahlt wurde. Im Akademietheater trat sie 2014 im Musical Alice im Wunderland und 2015 in einer Varieté-Show auf. Nach dem Abschluss ihres Studiums ging sie 2015 nach Pforzheim, wo sie zum Ensemble des Stadttheaters gehörte. Seit der Spielzeit 2019/2020 ist sie Mitglied des Ensembles der Landesbühne Niedersachsen Nord in Wilhelmshaven.
Als Filmschauspielerin war Fischer 2014 zunächst in zwei Kurzfilmen der Hochschule für Fernsehen und Film München zu sehen. In der Literaturverfilmung Das Tagebuch der Anne Frank, die im Frühjahr 2015 gedreht wurde und am 3. März 2016 in die Kinos kam, spielt sie Bep Voskuijl, die zu den Helfern der im Amsterdamer Hinterhaus versteckten Juden gehörte.

## Theater (Auswahl)
- 2015: Suchers musikalische Leidenschaften. Regie: Philipp Moschitz[2]
- 2015: Sein oder Nichtsein. Regie: Caroline Stolz[2]
- 2015: Mutter Courage und ihre Kinder. Regie: Tilmann Gersch[2]
- 2017: Die goldene Gans. Regie: Tobias Goldfarb[2]
- 2017: Die Bürgermeisterin von Lampedusa. Regie: Hannes Hametner[2]
- 2018: Pension Schöller. Regie: Miguel Abrantes Ostrowski[2]
- 2018: Wie es euch gefällt. Regie: Hannes Hametner[2]
- 2019: Amphitryon. Regie: Sascha Bunge[3]
- 2020: Der Sturm. Regie: Gernot Plass[4]
- 2020: Vor Sonnenaufgang. Regie: Jakob Arnold[5]
- 2021: Mord im Orientexpress. Regie: Robert Teufel[6]
- 2022: Der Weg zurück. Regie: Robert Teufel[7]
- 2023: Die Gehaltserhöhung. Regie: Sascha Bunge[8]

## Filmografie (Auswahl)
- 2016: Das Tagebuch der Anne Frank